# (18903) Matsuura
(18903) Matsuura (2000 ND29) – planetoida z pasa głównego asteroid okrążająca Słońce w ciągu 4,09 lat w średniej odległości 2,56 j.a. Odkryta 10 lipca 2000 roku.